# Ferdinand Glaser
Ferdinand Glaser (ur. 14 grudnia 1912, zm. 30 października 1948 w Krakowie) – zbrodniarz nazistowski, członek załogi niemieckiego obozu koncentracyjnego Plaszow.

## Życiorys
Wstąpił do NSDAP w 1938. Z zawodu był rzeźnikiem, służył jednakże w policji, między innymi w Burgwache - kompanii ochrony generalnego gubernatora na Wawelu. W 1942 brał udział w akcji likwidacji krakowskiego getta.
W KL Plaszow aktywnym uczestnictwem w zbrodniach zdobył uznanie u komendanta obozu, Amona Götha, który powierzył mu dowodzenie strażą obozową. Brał udział w większości egzekucji. Według relacji więźniów egzekucje które nadzorował wyróżniały się tym, że długo je przygotowywał, każąc na przykład więźniom przed ich rozstrzelaniem ustawiać się tak, by tworzyli kształt figur geometrycznych.
Po zakończeniu wojny zasiadł na ławie oskarżonych wraz z 18 innymi zbrodniarzami nazistowskimi, którzy pełnili służbę w obozach Plaszow i Auschwitz-Birkenau w procesie, który odbywał się przed polskim Sądem Okręgowym w Krakowie. Wyrok został ogłoszony 23 stycznia 1948. Glaser został skazany na karę śmierci przez powieszenie. Wyrok wykonano 30 października 1948.